# Patrik-Ian Polk
Patrik-Ian Polk (nacido el 29 de julio de 1973 en Hattiesburg, Misisipi), es un afroamericano, que dirige, produce, escribe guiones, canta, y actúa en sus películas sobre los estilos de vida de homosexuales.
Polk dirigió su primera película en 1999, llamada Punks, una producción independiente. Punks se estrenó mundialmente en enero del 2000 en el festival de cine de Sundance. La película encantó al público, y recibió muchos premios en festivales del mundo, siendo estrenada en salas comerciales, en noviembre de 2001.
Es el creador de la serie televisiva Noah's Arc, que se emite en LOGO TV desde 2005.
- Datos: Q7147898